# Tableaux d'honneur de la Grande Guerre
Lors de la Grande Guerre, de nombreux magazines, journaux quotidiens ou mensuels ont créé des Tableaux d’honneur de soldats, ayant pris part au conflit.

## Tableau d'honneur de la Grande Guerre de L'Illustration (1915-1919)
Le Tableau d'honneur de la Grande Guerre de L'Illustration recense les portraits de 16 486 officiers, sous-officiers, soldats et infirmières, cités à l'Ordre de l'Armée, nommés ou promus dans l'ordre de la Légion d'honneur ou décorés de la médaille militaire lors de la Première Guerre mondiale.
Ces portraits paraissent dans le journal l'Illustration, entre 1915 et 1919, d'abord sous forme de fascicules de 4 planches joints au numéro hebdomadaire, de la planche 1 à la planche 416. Puis sous forme de fascicules de 16 planches publiés mensuellement et séparément du numéro hebdomadaire, jusqu'à la planche 658.
L'auteur de ces tableaux d'honneur est Louis Baschet.
Personnages cités
Le Tableau d'honneur met en exergue de nombreuses personnalités, certaines déjà connues, ou alors inconnues, mais appelées à devenir célèbres :
- Alphonse Juin (1888-1967), planche 150 : major de Saint-Cyr et futur maréchal de France ;
- Abel Ferry (1881-1918) et André Maginot (1877-1932), planche 1 : tous deux sous-secrétaires d'État ;
- Henri Barbusse, planche 181 ;
- Georges Guynemer, planche 181 ;
- Jean de Lattre de Tassigny, (1889-1952), planche 127 : futur maréchal de France ;
- Adolphe Pégoud (1889-1915), aviateur ;
- Georges Loustaunau-Lacau (1894–1955), planche 375 : militaire de carrière (Saint-Cyr - promotion de Montmirail 1912-1914), homme politique et un résistant français ;

### Autres personnalités
Au Tableau d'honneur, figurent encore :
- Jean Allard-Méeus (1891-1914), instigateur du "serment de 14" ;
- Xavier de Curières de Castelnau (1893-1914), fils du général de Castelnau (1851-1944). Il figure également dans le Tome 3, et, avec son père, a donné son nom à une promotion de Saint-Cyr ;
- Alain de Fayolle (1891-1914), sous-lieutenant au 50e régiment d'infanterie de ligne. Au combat du 22 août 1914, il mit "ses gants blancs et son plumet de Saint-Cyrien pour conduire sa section à l'assaut et a été tué à la tête de sa section" [extrait de sa citation] - planche 11 ;
- Louis Paul Jaurès, (1898-1918), fils de Jean Jaurès, planche 641 ;
- Pierre Violet-Marty, (1894-1916), aviateur, as avec 5 victoires homologuées, planche 449 ;

### Réédition
Afin de poursuivre l'œuvre initiale, les Éditions Archives & Culture ont réédité, en 2000, en deux tomes, les portraits des militaires décorés lors de la Première Guerre mondiale et publiés à cette époque dans L'Illustration. Le tome 3, paru en 2002, le tome 4, en 2003 et le tome 5 en 2009 sont en revanche des œuvres originales (résultat des recherches des Éditions Archives & Culture et d'envois faits par les familles). Ces volumes complètent les premiers tomes avec des militaires qui n'y figuraient pas (photos, état-civil, citations, décorations, voire résumé de carrière). En octobre 2014, un numéro spécial (no 11) de la Revue Archives & Culture, consacré à la Grande Guerre, est venu compléter ces 5 tomes.

### Source
- Le Tableau d'Honneur de la Grande Guerre, Paris, édité par L'Illustration, 1915-1919, p. 658 planches, 16 486 soldats avec photos et textes des citations. Auteur Louis Baschet.

## Tableau d’Honneur – Morts pour la France (1921)
Ce Tableau d’Honneur paru en 1921 liste essentiellement des officiers et des sous-officiers, Morts pour la France, issus de familles bourgeoises ou nobles.